# Louvia Bachelier
Pour les articles homonymes, voir Bachelier.
Louvia Bachelier est une actrice française, née le 27 avril 2002 à Bougival, dans les Yvelines, en France.
Elle apparaît pour la première fois au cinéma dans le film L’Enquête, en 2014. Elle est notamment connue grâce à son rôle de Manon Daunier-Jacob dans la série télévisée Demain nous appartient depuis 2020.

## Biographie

### Enfance et formation
Louvia Bachelier naît le 27 avril 2002 à Bougival, dans les Yvelines, en France. Elle est la sœur d'Ilona Bachelier également actrice, qui a notamment joué dans Nos jours heureux

### Carrière
En 2007, Louvia Bachelier fait ses débuts à la télévision à l'âge de cinq ans. Elle apparaît dans le téléfilm Mort prématurée de José Pinheiro aux côtés de sa sœur, Ilona Bachelier. En 2014, elle fait ses premiers pas au cinéma en incarnant le personnage de Marie dans L’Enquête, un long-métrage de Vincent Garenq avec Gilles Lellouche. En 2015, la jeune actrice obtient un rôle récurrent dans la série policière Contact et apparaît à plusieurs reprises dans Camping Paradis sur TF1.
En 2016, Louvia Bachelier joue avec Julie Gayet et Julie Depardieu dans C’est quoi cette famille ?!. En 2020, elle interprète Juliette aux côtés de Philippe Katerine et Alexandra Lamy dans Le Test. Cette même année, elle se fait connaître du grand public en incarnant Manon Daunier-Jacob dans la série Demain nous appartient sur TF1. En 2022, elle interprète Elodie dans la série espagnole Élite, diffusée sur Netflix.

## Filmographie
Sauf indication contraire ou complémentaire, les informations mentionnées dans cette section proviennent de la base de données IBDb.

### Cinéma

#### Longs métrages
- 2015 : L'Enquête, de Vincent Garenq : Marie enfant
- 2016 : C'est quoi cette famille ?!, de Gabriel Julien-Laferrière : Alice
- 2016 : Maman a tort, de Marc Fitoussi : Bianca
- 2021 : Le Test, d'Emmanuel Poulain-Arnaud : Juliette

### Télévision

#### Téléfilms
- 2007 : Mort prématurée, de José Pinheiro : Marion
- 2009 : Blanche Maupas, de Patrick Jamain : Jeanne Maupas, enfant
- 2023 : Mort sur la piste de Philippe Dajoux : Lola

#### Séries télévisées
- 2011 : Camping Paradis (saison 3, épisode 6) : Marie
- 2012 : Vive la Colo !, de Didier Le Pêcheur : Elvire (4 épisodes)
- 2013 : Famille d'accueil, de Stéphane Kaminka : Assia (1 épisode)
- 2014 : Doc Martin, d'Éric Kristy : Océane (3 épisodes)
- 2016 : Contact, de Jean-Yves Arnaud : Maya Adam (6 épisodes)
- 2017 : Profilage, de Fanny Robert : Hermione (1 épisode)
- 2018 : Le Chalet, de Camille Bordes-Resnais : Alice Bordaz, enfant (5 épisodes)
- 2019 : Le juge est une femme, de Noëlle Loriot : Manon Bonnel (1 épisode)
- 2019 : Olivia, de Franck Ollivier : Fanny Spagnolo (1 épisode)
- 2019 : Cassandre, de Bruno Lecigne : Lucille Servaz (1 épisode)
- 2019 : Infidèle, de Didier Le Pêcheur : Joséphine (2 épisodes)
- 2019 : Camping Paradis (saison 11, épisode 6) : Sybille
- depuis 2020 : Demain nous appartient, de Nicolas Durand-Zouky : Manon Daunier-Jacob (rôle principal)
- 2021 - 2022 : La Faute à Rousseau, d'Agathe Robillard : Zoé (6 épisodes)
- 2022 : Elite, de Darío Madrona : Elodie (1 épisode)

## Doublage

### Cinéma

#### Longs métrages
- 2013 : Zappelphilipp, de Cornelia Walther : Schülerin